# Vîșnevîi Iar, Burîn
Vîșnevîi Iar (în ucraineană Вишневий Яр) este un sat în comuna Snijkî din raionul Burîn, regiunea Sumî, Ucraina.

## Demografie
Componența lingvistică a localității Vîșnevîi Iar
     Ucraineană (100%)
Conform recensământului din 2001, toată populația localității Vîșnevîi Iar era vorbitoare de ucraineană (100%).